# Dannäs säteri

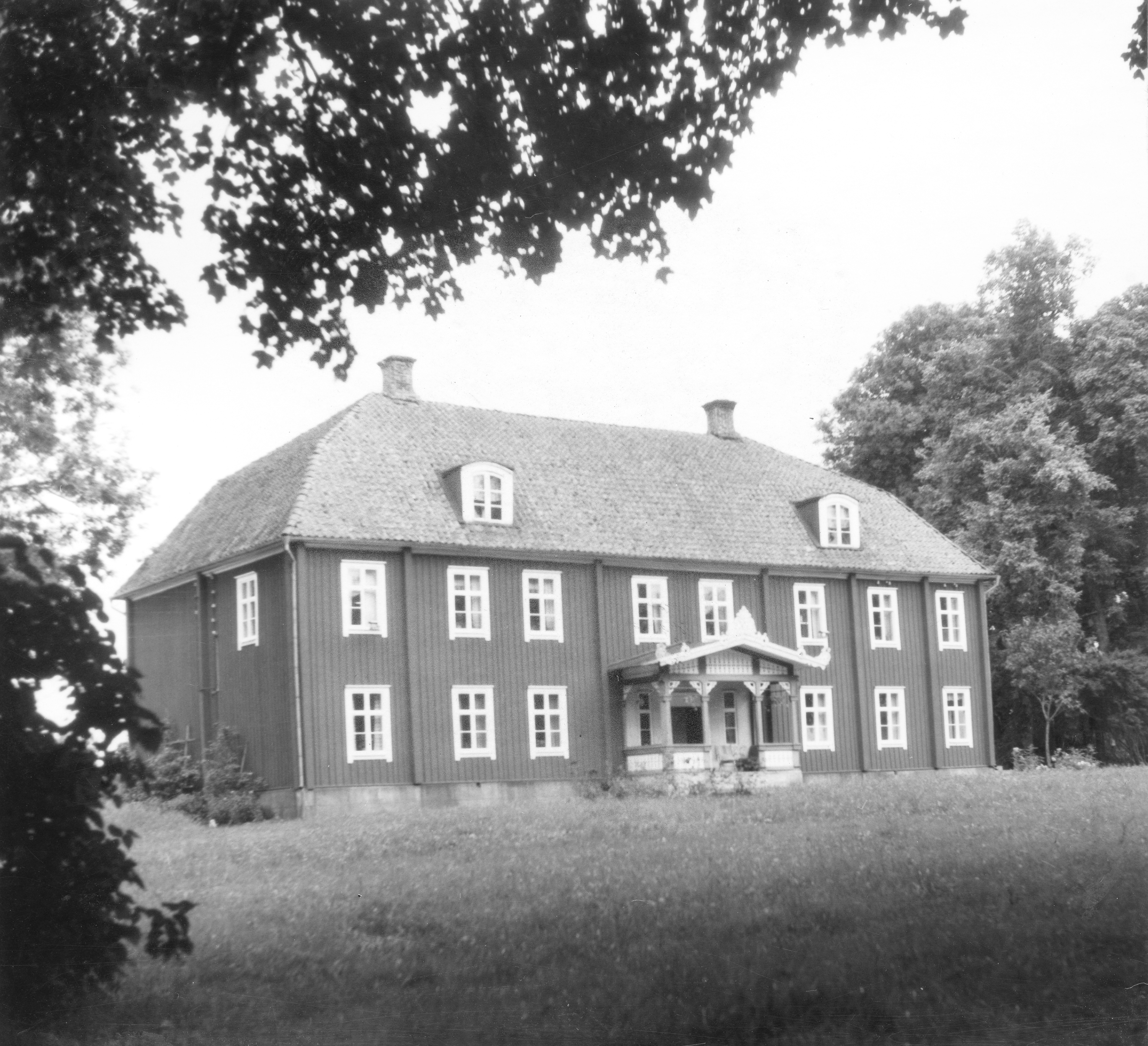
Huvudbyggnaden på Dannäs säteri.

Dannäs säteri är ett säteri i Dannäs socken i Värnamo kommun i Småland. Säteriet är ett riksintresse för kulturmiljövården.

## Historia
Marken som säteriet ligger på har länge varit frälseägd. Frälse har funnits i området sedan medeltiden, och sätesgården kan ha varit befäst. Det var kring denna sätesgård som Dannäs by växte fram. Enligt kamerala källor ska den ha bestått av sju gårdar, och av dessa sju gårdar ingick sex i Stureättens godsinnehav. Byn brändes dock i samband med Nordiska sjuårskriget, och på källor från senare delen av 1500-talet är säteriet hela byn.
Kyrkhemmanen utgjordes av stomhemmanet, vars avkastning skulle gå till prästens försörjning, samt klockartorpet. De sex frälsehemmanen slogs 1586 samman av Olof Rosenbielke till ett säteri, varefter de forna hemmanen blev avhysta i skatteteknisk mening. I praktiken verkar byn dock ha fortsatt att fungera som en by även efter säteribildningen, men så småningom kom de forna frälsehemmanen att fungera som dagsverkartorp, och förblev vid detta till långt in på 1800-talet. Det gamla stomhemmanet inköptes också och lades in i säteriet, klockartorpet 1643.
1685, som den äldsta kartan är från, låg säteriet på samma plats som 2022. Huvudbyggnaden är dock från 1700-talets andra hälft. Vid 1700-talets slut bestod säteriet av 18 mantal mark. Denna mark brukades av totalt 67 bönder och 29 torpare.
Dannäs säteri tillhörde från 1599 fram till 1702 ätten Kyle. Det har senare tillhört bland andra släkterna Siöblad och Horn.[källa behövs]

## Omgivningar
Säteriets ägor består av stora områden med lövträd, i synnerhet ask och ek. Åkermarken präglas av åkrar i blockformat, som omges av stenmurar. På dessa åkrar odlas i synnerhet vall. Det finns även hagmark, där även mycket ek, ask och hassel finns. Söder om säteriet finns en bokskog med ett gravfält från äldre järnålder.

## Riksintresse
Säteriet är ett riksintresse för kulturmiljövården, med motiveringen:
| ”                           | Säteriet med huvudbyggnad från 1779, flyglar och ekonomibyggnader är känt sedan medeltiden. Kyrkomiljö med under 1800-talet tillbyggd medeltidskyrka och skolbyggnader från 1881 och 1950- tal samt timrat sockenmagasin från 1800-talet. En allé sammanbinder kyrka och herrgård. Tre höggravfält. Två områden med fossil åkermark, möjligen från medeltiden, det ena i anslutning till en äldre huvudgård. | „ |
| – Uttryck för riksintresse. | |   |